# Tomohiro Katanosaka
Tomohiro Katanosaka (片野坂 知宏 Katanosaka Tomohiro?, nacido el 18 de abril de 1971 en Kagoshima) es un exfutbolista japonés. Jugaba de defensa y su último club fue el Oita Trinita de Japón.

## Trayectoria

### Clubes
| Club                | País  | Año         |
| ------------------- | ----- | ----------- |
| Sanfrecce Hiroshima | Japón | 1990 - 1995 |
| Kashiwa Reysol      | Japón | 1995 - 1999 |
| Oita Trinita        | Japón | 2000 - 2003 |
| Gamba Osaka         | Japón | 2000 - 2001 |
| Vegalta Sendai      | Japón | 2002        |

## Palmarés

### Títulos nacionales
| Título         | Club           | País  | Año  |
| -------------- | -------------- | ----- | ---- |
| Copa J. League | Kashiwa Reysol | Japón | 1999 |